# Snyltgästen
Snyltgästen (originaltitel: Housesitter) är en amerikansk romantisk komedi från 1992, och regisserad av Frank Oz.

## Handling
Arkitekten Newton Davis (Steve Martin) friar till sin ungdomskärlek Becky (Dana Delany) med ett nybyggt hus som bröllopspresent, men blir förkrossad när hon säger nej. 
Ett år senare träffar han den exotiska servitrisen Gwen (Goldie Hawn) som inte kan stanna länge i en stad, och de tillbringar natten tillsammans. 
Newton berättar om sitt tomma hus på landet och genast ser Gwen det som en möjlighet att bo där ett tag, så hon reser dit och flyttar in. Snart dröjer det inte länge förrän invånarna i staden sett Gwen, och utan att tänka på konsekvenserna säger hon att hon är hans fru.

## Om filmen
Filmen är inspelad i bland annat Boston, Concord och Sudbury i Massachusetts samt Buffalo i New York. Filmen hade Sverigepremiär den 18 september 1992.

## Rollista
- Steve Martin - Newton Davis
- Goldie Hawn - Gwen Phillips
- Dana Delany - Becky Metcalf
- Julie Harris - Edna Davis
- Donald Moffat - George Davis
- Peter MacNicol - Marty
- Richard B. Shull - Ralph
- Laurel Cronin - Mary